# Línea 712 (Suburbanos Montevideo)

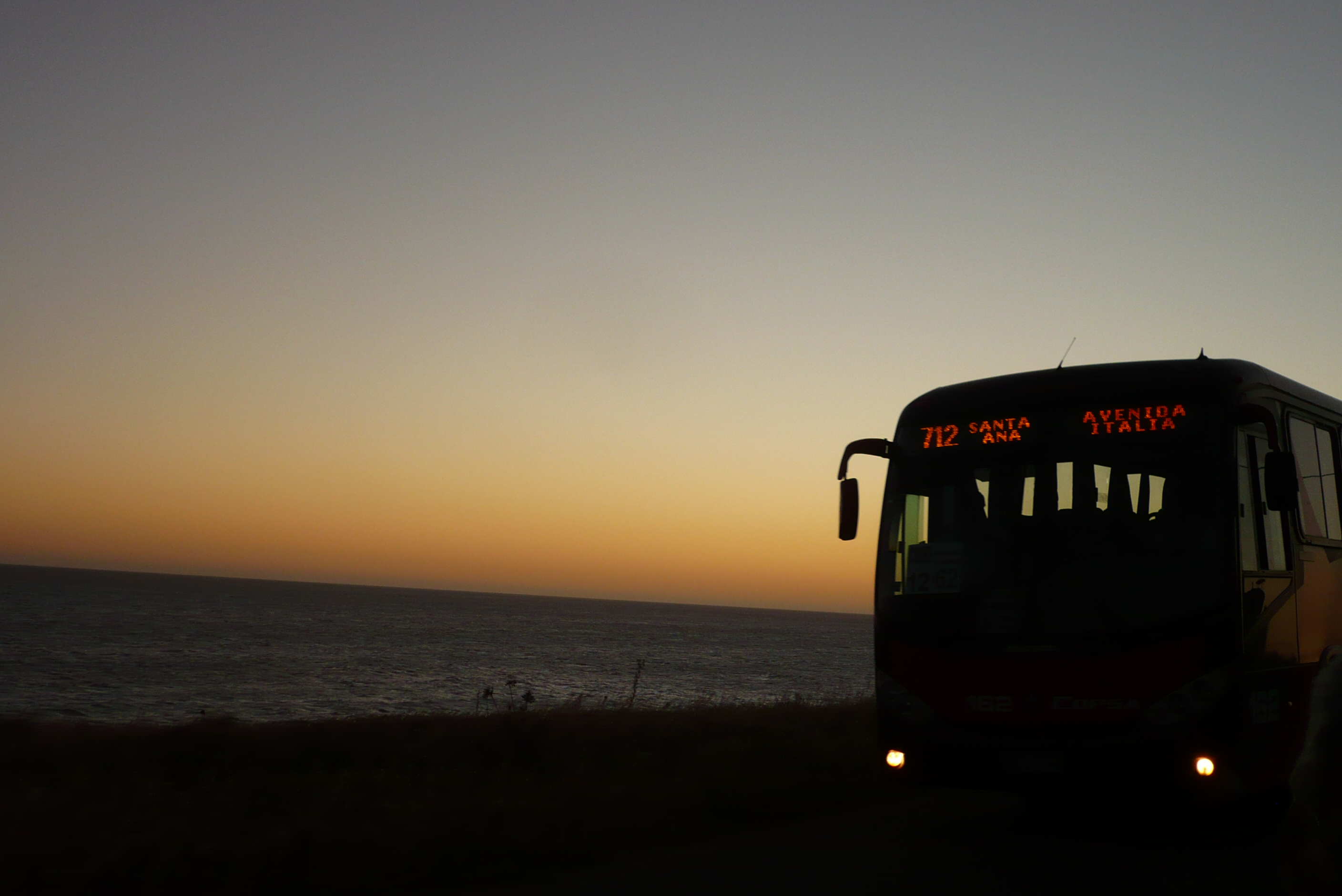
Línea 712 con destino a Santa Ana

La línea 712 de la red de transporte  suburbano de Montevideo une la terminal Baltasar Brum con el balneario Santa Lucía del Este. 

## Creación
En el año 1992 al inaugurarse la Terminal Río Branco la gran mayoría de líneas de transporte suburbanos, las cuales se caracterizan por operar dentro del área metropolitana, comenzaron a operar dentro de dicha terminal. Mientras que en el caso de las líneas de mayor distancia, tuvieron que esperar a la culminación de la Terminal Tres Cruces, inaugurada dos años después. Es así como desde sus inicios, la línea 712 (al igual que las líneas 713 y 9C) eran operada por la división COPSA Este, una división de la misma empresa, la cual se encarga desde entonces de operar las líneas consideradas de larga distancia y que por ende, la línea 712 tenía como punto de origen la Terminal de Tres Cruces. En el año 2021 debido a la reestructuración del Sistema de Transporte Metropolitano, la línea 712 es absorbida por el mismo, por lo cual comienza a operar como una línea suburbana, comenzando a operar en la terminal Rio Branco.